# Carbunclo (mitología)
El carbunclo (también carbunco o carbúnculo) es una especie legendaria de un pequeño animal en el folclore de Sudamérica, específicamente en el folclore minero del norte de Chile. Se dice que el animal contiene riquezas de algún tipo; en algunas versiones es una piedra preciosa que da fortuna y buena suerte a su dueño.

## Descripción
La descripción del animal varía. El capellán y explorador Martín del Barco Centenera lo describe en La Argentina (1602) como «un animal pequeño, con un espejo brillante en la cabeza, como un carbón encendido». Como se explica en el Libro de los seres imaginarios, Barco Centenera «atravesó muchas dificultades cazando los tramos de los ríos y selvas paraguayas en busca de la esquiva criatura; nunca la encontró». En el mismo libro, se dice que el espejo en la cabeza del carbunclo es similar a dos luces observadas por exploradores españoles en el estrecho de Magallanes. Gonzalo Fernández de Oviedo y Valdés identificó estas luces con las gemas escondidas en los cerebros de los dragones. La asociación probablemente se derive de las Etimologías de Isidoro de Sevilla del siglo VII.
En Chile, algunos dicen que se mueve como una luciérnaga en la noche. En Tarapacá, se dice que parece un bivalvo con un fuerte brillo blanco azulado desde el interior de la concha que se puede observar a gran distancia. Se dice que este bivalvo tiene la forma de una mazorca de maíz, con más de cuatro pies. Se dice que el carbunclo tiene un muy buen sentido del oído, que utiliza para esconderse de la gente cerrando su caparazón para ser confundido con una piedra. Algunos mineros creen que el brillo en el interior del carbunclo proviene del oro que guarda dentro.

La Enciclopedia Chilena, señalaba sobre el carbunclo:
Animal del tamaño de un topo pequeño, provisto de un caparazón que le cubre toda la parte superior del cuerpo. Vive en cuevas subterráneas, próximas a yacimientos inexplotados de oro y plata, metales que constituyen su alimentación, como ocurre con el alicanto, de los cuales está repleto su estómago y formada macizamente su aludida caparazón, nada de protectora en el caso de este ser mitológico, ya que la potente luminosidad que ella despide, junto con la elección de sus guaridas, lo hacen doblemente codiciado por los mineros, de quienes huye al percibirlos con su portentoso oído, hasta el escondrijo más inmediato, o a falta de este, cavando una nueva madriguera, con la prisa que su peso le permite.
Durante la gran sequía de 1924–25 se informó de avistamientos de carbunclos en noches sin luna. Hacia 1925 se reportó haber visto a una familia de carbunclos descendiendo de los cerros de Tulahuén hacia el río Grande (en la región de Coquimbo). También en el norte de Chile, se dice que un hombre llamado Gaspar Huerta se encontró con un carbunclo mientras cavaba una acequia, pero al parecer no pudo ver cuál era su forma porque lo mató rápidamente para recuperar sus riquezas.

## Mitología chilote
En la mitología chilota del sur de Chile se dice que el carbunclo es el «guardián de los metales». Las descripciones varían, desde un pequeño perro luminiscente, un bivalvo luminiscente, un gato con un mentón luminiscente, o una luz de fuego de color rojo verdoso que recuerda a las luciérnagas. Se dice que el carbunclo se manifiesta por la noche alrededor del solsticio de invierno del hemisferio sur (finales de junio). Según el mito, quien ve el carbunclo puede encontrar tesoros siguiendo estos pasos con cuidado: primero, se debe arrojar un lazo u objetos similares hacia el carbunclo para atraparlo. El carbunclo responderá desapareciendo junto con el objeto. Luego, el cazador de tesoros que arrojó el objeto debe regresar al sitio en la mañana antes del amanecer y buscar el objeto, que quedará completamente enterrado a excepción de una pequeña parte que sobresale del suelo, a menudo a los pies de un calafate espinoso. Es allí donde el cazador de tesoros debe cavar en busca del tesoro. Sin embargo, el tesoro debe ser desenterrado la noche que viene con una pala nueva y en compañía de una anciana viuda que sostenga un gato negro. Con cada vara (distancia de aproximadamente un metro) adicional excavada en profundidad, el gato negro debe ser arrojado al hoyo. Posteriormente desaparecerá, pero reaparecerá en manos de la viuda justo antes de que se desentierre la siguiente vara. Luego, se vuelve a arrojar al gato y se repite todo el procedimiento hasta encontrar el tesoro. Si el cazador de tesoros muestra algún signo de miedo el tesoro se convertirá en piedra, y si el gato no se lanza con cada vara, el cazador de tesoros morirá como resultado de los gases nocivos que libera el tesoro.

## Etimología y mineralogía
La palabra inglesa carbuncle y la palabra española carbunclo vienen del latín carbunculus, que significa «pequeño carbón». La palabra carbunclo se usa para referirse al rubí porque se dice que el brillo de esta piedra preciosa se asemeja al brillo del carbón caliente. Sin embargo, se dice que es el granate y no el rubí la identidad mineralógica del llamado «carbunclo de los antiguos».
Según el Libro de los seres imaginarios, los conquistadores españoles del siglo XVI comenzaron a aplicar el nombre a un misterioso animalito que vieron en América del Sur.